# CRISPR/Cpf1
CRISPR/Cpf1(en inglés: Clustered Regularly Interspaced Short Palindromic Repeats from Prevotella and Francisella 1, en español repeticiones palindrómicas cortas agrupadas y regularmente interespaciadas de Prevotella y Francisella 1) es una tecnología que edita el ADN análogo al sistema CRISPR/Cas9, caracterizado en 2015 por el grupo de Feng Zhang‘s del Instituto Broad y MIT. Cpf1 es un ARN-guiado de endonucleasa de clase II del sistema CRISPR/Cas. Este mecanismo inmune adquirido se encuentra en bacterias Prevotella y Francisella. Impide el daño genético provocados por virus. Los genes Cpf1 están asociados con el locus de CRISPR, codificando para una endonucleasa que usa un ARN guía para encontrar y cortar ADN viral. Cpf1 es una endonucleasa más pequeña y más sencillo que Cas9, venciendo algunas de las limitaciones del sistema CRISPR/Cas9. CRISPR/Cpf1 podría tener aplicaciones múltiples, incluyendo el tratamiento de enfermedades genéticas y condiciones degenerativas.
Actualmente la nucleasa Cpf1 recibe el nombre de Cas12a, pasando a denominar a este sistema CRISPR/Cas12a.

## Descripción

### Descubrimiento
CRISPR / Cpf1 se encontró mediante la búsqueda en una base de datos publicada de secuencias genéticas bacterianas para prometer bits de ADN. Su identificación a través de la bioinformática como una proteína del sistema CRISPR, su denominación y un modelo de Markov oculto (HMM) para su detección se proporcionaron en 2012 en un comunicado de la base de datos TIGRFAM de familias de proteínas. Cpf1 aparece en muchas especies bacterianas. La última endonucleasa Cpf1 que se desarrolló en una herramienta para la edición del genoma fue tomada de una de las primeras 16 especies conocidas para albergarlo .  Dos enzimas candidatas de Acidaminococcus y Lachnospiraceae presentan una eficiente actividad de edición de genomas en células humanas.
Una versión más pequeña de Cas9 de la bacteria Staphylococcus aureus es una alternativa potencial a Cpf1.

### Clasificación
Los sistemas CRISPR-Cas se dividen en dos clases. Clase 1 utiliza varias proteínas Cas junto con los ARN CRISPR (CRRNA) para construir una endonucleasa funcional. Clase 2 CRISPR sistemas utilizan una sola proteína Cas con un crRNA. Cpf1 ha sido recientemente identificado como Clase II, Tipo V CRISPR / Cas sistemas que contienen una proteína de 1.300 aminoácidos.

### Variantes
En cuanto a su empleo en la edición génica, primariamente se aisló la nucleasa de la bacteria Acidaminococcus AsCas12a para su empleo en el organismo modelo Drosophila melanogaster (comúnmente conocido como la mosca de la fruta) durante la búsqueda de nuevas nucleasas que presentaran características complementarias al sistema CRISPR/Cas9. Sin embargo, en este organismo se demostraron tasas de edición muy bajas en comparación con Cas9, ya que su temperatura óptima se encuentra por encima de los 30 °C, como posteriormente se descubrió en su uso en vertebrados.
Más adelante se aisló una nueva variante presente en Lachnospiraceae bacterium, LbCas12a, demostrando mejores tasas de edición a temperaturas más bajas, cercanas a las de D. melanogaster. Además, esta nucleasa presenta una característica adicional al ser termosensible, mostrando diferencias en su actividad ante ligeras variaciones térmicas. Esta característica aporta una nueva variable a controlar que permite diversificar los posibles objetivos experimentales.

#### Mutación Cas12aD156R
```
Una mutación puntual encontrada en la variante LbCas12a 
D156R
, que representa la sustitución del aminoácido ácido aspártico por arginina en la posición 156 de la proteína, demostró un aumento en la eficiencia de corte en el modelo vegetal 
Arabidopsis thaliana
, similar al que después se corroboró en 
D. melanogaster
. Esta mutación muestra una eficiencia en la tasa de edición génica próxima a la observada en Cas9.
[
3
]
```

## Estructura
El locus Cpf1 contiene un dominio alfa/beta mixto, un RuvC-I seguido por una región helicoidal, un RuvC-II y un dominio similar a un dedo de cinc. La proteína Cpf1 tiene un dominio de endonucleasa similar a RuvC que es similar al dominio RuvC de Cas9. Además, Cpf1 no tiene un dominio de endonucleasa HNH, y el N-terminal de Cpf1 no tiene el lóbulo de reconocimiento alfa-helicoidal de Cas9.
La arquitectura de dominio Cpf1 CRISPR-Cas muestra que Cpf1 es funcionalmente único, clasificándose como clase 2, tipo V CRISPR. Los loci Cpf1 codifican las proteínas Cas1, Cas2 y Cas4 más similares a los tipos I y III que a los sistemas tipo II. Las búsquedas en bases de datos sugieren la abundancia de proteínas de la familia Cpf1 en muchas especies bacterianas.
Funcional Cpf1 no necesita el tracrRNA, por lo tanto, sólo CRRNA es necesario. Esto beneficia la edición del genoma porque Cpf1 no sólo es más pequeño que Cas9, sino que también tiene una molécula de sgRNA más pequeña (aproximadamente la mitad de nucleótidos que Cas9).
El complejo Cpf1-crRNA escinde el ADN o ARN diana mediante la identificación de un prototipo adyacente 5'-YTN-3 ' (donde "Y" es una pirimidina y "N" es cualquier nucleobase) o 5'- TTN-3 ', en contraste con el PAM rico en G dirigido por Cas9. Después de la identificación de PAM, Cpf1 introduce una ruptura de doble hilo de ADN similar al extremo pegajoso de 4 o 5 nucleótidos sobresaliente.

## Mecanismo
El sistema CRISPR/Cpf1 consiste en una enzima Cpf1 y un ARN guía que encuentra y posiciona el complejo en el punto correcto en la doble hélice para escindir el ADN objetivo. CRISPR/Cpf1 actividad de los sistemas tiene tres etapas:
Adaptación: Cas1 y Cas2 proteínas facilitar la adaptación de pequeños fragmentos de ADN en la matriz CRISPR. .
Formación de crRNAs: procesamiento de pre-cr-ARNs produciendo de crRNAs maduros para guiar la proteína Cas.
Interferencia: el Cpf1 está unido a un crRNA para formar un complejo binario para identificar y escindir una secuencia de ADN objetivo.

### Cas9 vs Cas12a (Cpf1)
Cas9 requiere dos moléculas de ARN para cortar el ADN, mientras que Cpf1 necesita uno. Las proteínas también cortan el ADN en diferentes lugares, ofreciendo a los investigadores más opciones al seleccionar un sitio de edición. Cas9 corta ambos hilos en una molécula de ADN en la misma posición, dejando atrás los extremos "romos". Cpf1 deja una hebra más larga que la otra, creando extremos "pegajosos" que son más fáciles de trabajar. Cpf1 parece ser más capaz de insertar nuevas secuencias en el sitio de corte, en comparación con Cas9. Aunque el sistema CRISPR / Cas9 puede desactivar eficazmente los genes, es difícil insertar genes o generar un clavado (knock-in). Cpf1 carece de tracrRNA, utiliza un rico en T-PAM y escinde el ADN a través de un escalonado ADN DSB.
En resumen, las diferencias importantes entre Cpf1 y Cas9 sistemas son que Cpf1:
- Reconoce diferentes PAM, permitiendo nuevas posibilidades de orientación.
- Crea extremos pegajosos largos 4-5 nt, en vez de extremos romos producidos por Cas9, realzando la eficacia de inserciones genéticas y de especificidad durante NHEJ o HDR.
- Corta el ADN objetivo más lejos de PAM, más lejos del sitio de corte Cas9, permitiendo nuevas posibilidades para escindir el ADN.

| Función            | Cas9                                                                      | Cas12a (Cpf1)                                          |
| ------------------ | ------------------------------------------------------------------------- | ------------------------------------------------------ |
| Estructura         | Dos ARN requerido (O 1 transcripción de fusión (crRNA + tracrRNA = sgRNA) | Se necesita un ARN (crRNA)                             |
| Mecanismo de corte | Cortes extremos romos                                                     | Cortes extremos escalonados                            |
| Sitios de corte    | Proximal al sitio de reconocimiento                                       | Distal del sitio de reconocimiento                     |
| Sitios objetivo    | PAM Rico en Guanina ("NGG")                                               | PAM Rico en Timina ("TTTV")                            |
| Tamaño de deleción | ~ 1-10 pares de bases                                                     | ~ 10-15 pares de bases                                 |
| Actividad nucleasa | ADNasa                                                                    | ADNasa + ARNasa                                        |
| Tipo de célula     | Células de crecimiento rápido, incluidas las células cancerosas           | Células no divisorias, incluidas las células nerviosas |

La actividad adicional ARNasa, junto con el pequeño tamaño de las secuencias crRNA, permite una mayor facilidad a la hora de realizar edición de genes en multiplex. Además, Cas12a presenta una deleción de mayor tamaño, asociado a una mayor mutagenicidad.

#### Sistema GAL4-UAS
Una de las ventajas de la nucleasa Cas12a (LbCas12a) es su adaptación a la edición tejido-específica mediante el sistema Gal4-UAS, para el que Cas9 presenta algunos inconvenientes:
| Función       | Cas9                                                                | Cas12a (Cpf1)                            |
| ------------- | ------------------------------------------------------------------- | ---------------------------------------- |
| Toxicidad     | Altas concentraciones tóxicas (apoptosis y malformación del tejido) | Bien tolerada en varios tejidos          |
| Especificidad | Cortes fuera del tejido diana                                       | Cortes exclusivamente en el tejido diana |

A su vez, junto con estas características, Cas12a presenta una alta efectividad en la inactivación génica tejido-específica.

## Conflicto de interés
Preocupaciones sobre la propiedad intelectual maniata la adopción de CRISPR/Cas9. CRISPR/Cpf1 no tiene conflictos similares.

## Herramientas
Múltiples aspectos influyen en la eficacia y especificidad del objetivo cuando se usa CRISPR, incluyendo el diseño de ARN guía. Se han sugerido muchos modelos de diseño para ARN guía, con herramientas para facilitar el diseño optimizado. Estos incluyen diseñador de SgRNA, CRISPR MultiTargeter, SSFinder.